# Mickey Mouse
Mickey Mouse er en tegnefilm- og tegneseriefigur skabt af Ub Iwerks og Walt Disney, som også lagde stemme til ham i de første år ved at tale i falset. Fra 1977 til 2009 har tegnefilmsdubberen Wayne Allwine været Mickeys stemme, men efter hans død i 2009 har Bret Iwan overtaget rollen. På dansk hed figuren oprindelig Mikkel Mus i de tidlige tegneserier i ugebladene. Det navn blev ændret, da bladet Anders And & Co. udkom i 1949.  Mickey Mouse optræder ofte sammen med Fedtmule, hunden Pluto og på film også med Anders And.

## Historie
Hans tilblivelse siges at være, at Walt Disney sad i et tog på vej til Chicago sammen med sin kone Lillian i 1928 efter at have tabt rettighederne til Oswald the Lucky Rabbit. Han var nu ude på at skabe en figur, der kunne erstatte kaninen og havde ideen til en lille sort mus. Han viste sin kone tegningen og sagde, at musen skulle hedde Mortimer Mouse, men Lilian foreslog Mickey.

## Debut
15. maj 1928 optrådte Mickey Mouse for første gang i en tegnefilm, Plane Crazy, og 18. november samme år kunne han ses i Steamboat Willie, der var Disneys første tegnefilm med et synkroniseret lydspor. Efter den blev der lavet et lydspor til Plane Crazy. Den blev det store gennembrud for figuren, der i mange lande er mere populær end Anders And. Den ene række kortfilm efter den anden blev produceret med Mickey Mouse, og det var populære forfilm i biograferne. De var i sort-hvid, modsat Silly Symphony-serien, der var i farver.
Mickey var en lille sort mus i (røde) shorts og uden pupiller i de hvide øjne. Det blev han også ved med at være et stykke tid i farver. Sideløbende med filmene blev der tegnet avistegneserierr af Floyd Gottfredson.

## Eftertiden med faldene popularitet
Han blev omgivet af bipersoner, der efterhånden halede ind på ham i popularitet. Især Anders And halede hurtigt ind på ham, og i den første Mickey-film i farver Spil op (The Band Concert) 1935 medvirker Anders til irritation for Mickey og forstyrrer hans koncert ved at spille fløjte, og det var ham der løb af med latteren.
Så kom "trio-filmene" med Mickey, Anders og Fedtmule som et fast trekløver. Mickey er oftest den, der prøver at redde situationen efter de andres klummerier, men han kunne ikke redde sin stjernestatus i konkurrencen med de to andre. Efterhånden gled han stille ud, han fik succes med Den tapre lille skrædder i 1938 og gæsteoptrådte i Fantasia (1940) som Troldmandens Lærling, nok en af de mest populære sekvenser i den.
Den sene Mickey får pupiller og går klædt i pænt jakkesæt. Han er dermed også blevet en mere pæn figur, der har fjernet sig fra den tidlige sorte mus' sprælske temperament.

## Nutiden
De fleste blade med Disney-tegneserier rundt om i verden bærer Mickeys navn modsat i de skandinaviske lande, hvor det er Anders Ands. Men han er fast figur i disse blade, og i tegneserierne er han blevet en detektiv, der hjælper Politimester Striks i forbryderjagten med Fedtmule som fast følgesvend, men han kan også være en almindelig småborger, der må opdrage sine nevøer Mik og Mak og dyrke Minnie Mouse.
Disse serier var ofte i starten i aviserne, men siden blev der tegnet historier til bladene med især Paul Murry som den dominerende kunstner.
På nutidens film og serier har Mickey Mouse dansk stemme af Anders Bircow eller Henrik Koefoed.

## Berømte tegnere/forfattere
- Walt Disney
- Floyd Gottfredson
- Manuel Conzalez
- Paul Murry
- Tony Strobl
- Romano Scarpa